# アンドレア・ポンピリオ

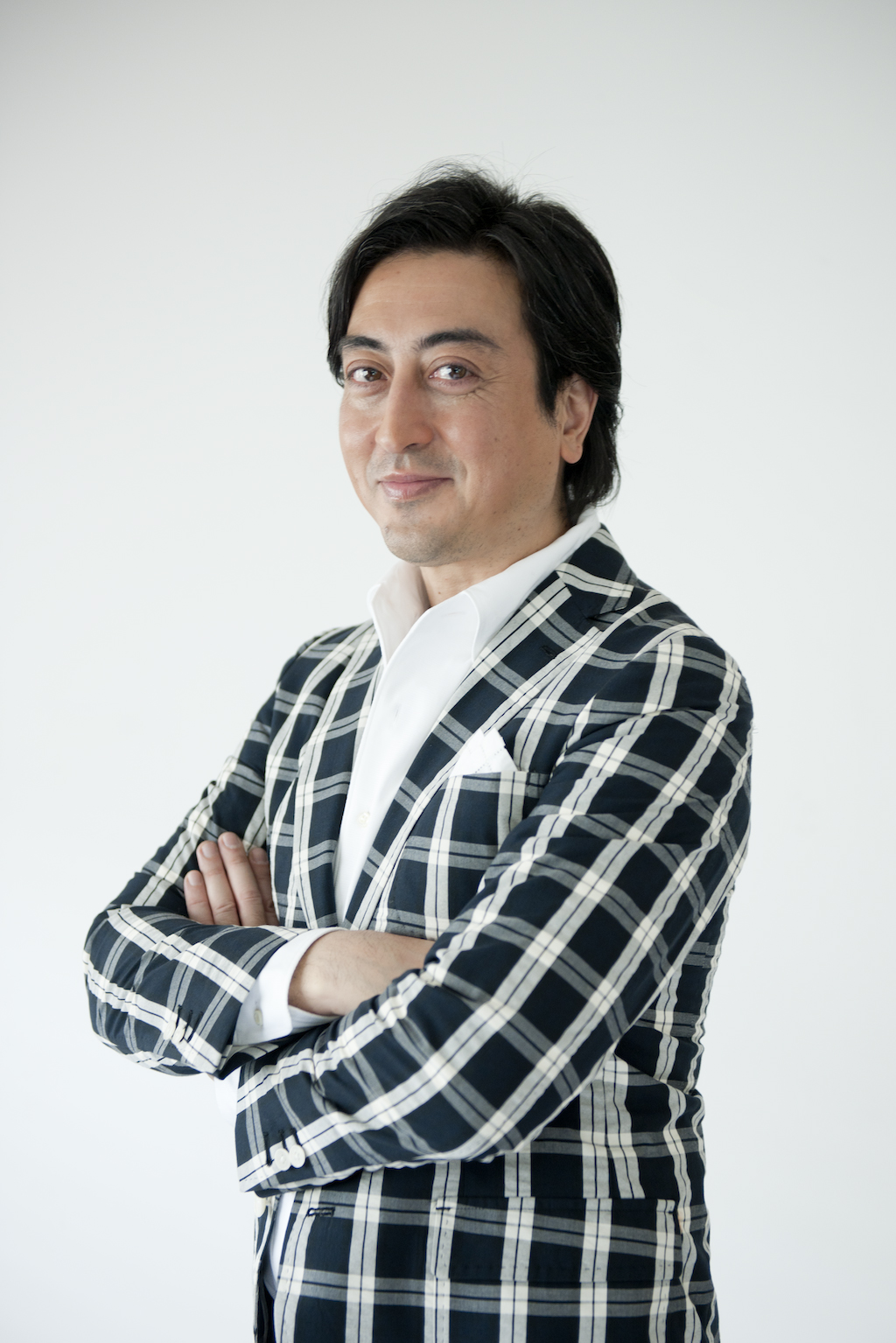
Andrea Pompilio

アンドレア・ポンピリオ（Andrea Pompilio, 1969年12月18日 - ）は、日本を中心に活動するラジオパーソナリティ、ナレーター、司会者。
父はイタリア人、母は日本人、国籍はオランダ。愛称はアンディ(Andy)。自身で企画制作会社を運営し、プロデュース業務を手掛けるかたわら、放送メディアやイベントで活動している。

## 来歴
東京都生まれ。イタリア人の父と日本人の母を持つ（両親はオランダ国籍を取得しているためオランダ国籍である）。東京都内のインターナショナル・スクールで学生時代を過ごした後、イタリアに渡る。ローマの高校を卒業した後、コミュニケーション分野と舞台装飾を専攻するかたわら、日本のマスコミ（主にファッション誌）にイタリアのレストランや文化に関する情報を配信する。
日本に帰国後、国内外のファッションブランドや企業に関するイベント・プロデュース、PR、マーケティング等の業務を手掛けるかたわら、イタリア放送協会の「裏日本」ドキュメンタリーの進行役などを務めるなど、海外のマスコミ、報道機関の仕事に携わった。
その人柄や多言語コミュニケーション能力を買われ、2005年、東京のラジオ局・J-WAVEのナビゲーター（＝同局におけるパーソナリティの呼称）となる。6年半にわたりナビゲーターを務めたワイド番組MODAISTAでは、海外ののべ11都市に所在するラジオ局からの生放送企画「World Walk Edition」を行い、とりわけBBC Radio1から日本へ向けての生放送を行った初のDJとなった（MODAISTA#WORLD WALK EDITIONを参照）。

## 人物
- 幼少時から日本語、英語、イタリア語で育ち、3か国語を流暢に話すマルチリンガルである。
- 妻は日本人とトルコ人のハーフで、3男あり[2]。毎朝、子供にお弁当を作り幼稚園に送っていく。「妻をアシストしないと、パワーバランス的にもフェアじゃないでしょ?」と語っている[3]。
- ラジオDJジャイルス・ピーターソンやUKミュージシャン、デザイナーとの交流が知られる[要出典]。
- 極度の猫舌である。

## 出演

### テレビ
- NHKワールドTV
  - デザイントークス+ 2015年4月 -

### 過去の出演
ラジオ
- J-WAVE
  - MODAISTA
    - MODAISTA WORLD WALK EDITION ※MODAISTAの海外スペシャル版

  - 360°(Three-Sixty) 2011年10月 - 2012年9月
  - BLUE PLANET
  - J-WAVE HOLIDAY SPECIAL
  - JAL presents MEET THE WORLD 2008年
  - ARMANI presents UN GIORNO PERFETTO -ONE PERFECT DAY- 2009年
  - COACH presents WISHES FROM NEW YORK 2010年
  - PEPSI NEX presents ALL TOGETHER NOW! 2012年
  - Heart of Europe ～Music of Luxembourg～ 2014年
- Inter FM
  - Play, Japan! Red Bull Music Academy Radio Live from ACADEMY TOKYO!

期間限定で開催されたレッドブル・ミュージック・アカデミー東京2014の特別ラジオ放送。

テレビ
- NHKワールドTV
  - TOKYO FASHION EXPRESS
  - FOOD x POTTERY
  - DESIGN TALKS 2013年 - 2015年

世界に日本のデザインを紹介する番組。
- NHK BS1
  - 地球テレビ エル・ムンド→エル・ムンド 2011年4月1日 - 2014年3月2日
  - “アンディ”ボルネオ島のエコリゾートをゆく
  - 2011 世界が動く、世界が見える
  - ロンドン五輪を1000倍楽しもう
  - ビートルズを1000倍楽しもう
  - びぃコン亭にようこそ!
- NHK総合
  - BSコンシェルジュ 2012年 - 2014年 ※NHK総合で本放送、BS1、BSPにて再放送
  - 土曜スタジオパーク
- NHK Eテレ
  - きょうの料理

「栗原はるみのお弁当12ヶ月」「栗原はるみのふたりの週末ごはん」「栗原はるみの楽しい定番ごはん」 2013年 - 2019年3月15日
- 日本テレビ
  - スッキリ!!
- tvk
  - フィレンツェ時計物語
- BS-TBS
  - サントリー山崎蒸留所へ行こう

## 雑誌連載
- ANDY'S DESIGN JOCKY（ハースト婦人画報社 ELLE DECOR 日本版）2006年 - 2015年

デザインにまつわる様々なインスピレーションや出会いをフォト・ダイアリー形式で綴った。